# 470 Kilia
470 Kilia è un asteroide della fascia principale del diametro medio di circa 26,39 km. Scoperto nel 1901, presenta un'orbita caratterizzata da un semiasse maggiore pari a 2,4049780 UA e da un'eccentricità di 0,0932227, inclinata di 7,22710° rispetto all'eclittica.
Il suo nome è dedicato alla città tedesca di Kiel, Kilia in forma latina.